# Macha
Macha ['maxa] ist im Ulster-Zyklus der keltischen Mythologie Irlands der Name mehrerer Landes-Gottheiten und auch Sagengestalten. Der Name wird von der Indogermanischen Wortwurzel *magh („kämpfen“) abgeleitet. Eine weitere Version wäre eine Ableitung von der proto-keltischen Wurzel *makajā („Ebene“).

## Mythologie

### Die Landesgöttin
Macha gilt als weiblicher Nachkomme jener Götter, die vor den Göttern der Kelten über Irland herrschten. In den Mythen und Sagen ist sie durch die „Heilige Hochzeit“ (griechisch Hieros Gamos, ιερός γάμος, ierós gámos) die Gattin von Königen, die dadurch die rechtmäßigen Herrscher des Landes wurden.
Als Göttin ist sie ein Teil der Trinität Morrígan, zusammen mit Badb und Nemain, die in verschiedenen Mythen als Wäscherin an der Furt, Schlachtenkrähe und weiblicher Kämpfer mit Streitwagen auftreten. Sie gilt als hippomorphe („pferdegestaltig“) Göttin, wie die erste der folgenden Sagen zeigt.
Im Lapidarium der St. Patrick’s Cathedral in Dublin ist eine ca. einen Meter große Plastik ausgestellt, die eine nackte Frau (Göttin?) mit Pferdeohren darstellt – möglicherweise eine Darstellung der Macha.

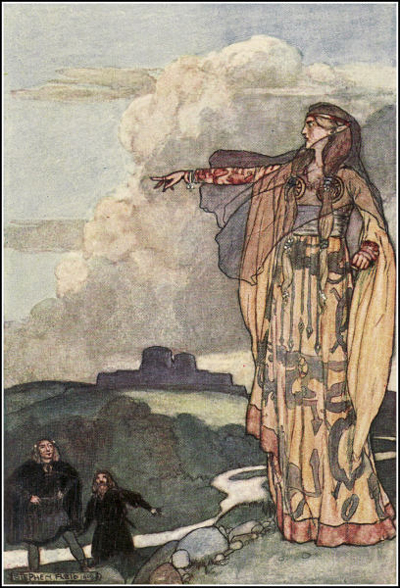
Macha verflucht die Männer von Ulster

### Noínden Ulad
In der Erzählung Noínden Ulad („Die Schwäche der Ulter“) wird berichtet, dass Macha ingen Sainrith meic Imbaith („Macha, Tochter des Eigentümlichen des Sohnes des Meeres“?) zu einem Wettlauf mit den Pferden des Königs gezwungen wurde.  Daraufhin starb sie und verfluchte die Ulter, die Wehenschwäche einer gebärenden Frau ertragen zu müssen, wann immer das Königreich in Gefahr sei. Der Ort ihres Todes erhielt den Namen Emain Macha (heute Navan Fort im County Armagh).

### Macha Mongruadh
Eine andere Geschichte erzählt von der Königin Macha Mongruadh („Macha Rothaar“), der Tochter von König Aed Ruad („Rotes Feuer“). Einen ihrer Onkel, Ditorba („der Nutzlose“), besiegte sie im Kampf um die Herrschaft nach dem Tode ihres Vaters, den anderen, Cimbaeth („Silber-Feuer“), heiratete sie (siehe Hieros Gamos). Nachdem sie auch die fünf Söhne Ditorbas besiegt und versklavt hatte, mussten diese ihr einen Herrschersitz bauen, dem sie den Namen Emuin Macha (von eo, „Spange“ und muin, „Hals“, also „Halsspange/Brosche Machas“) gab, da sie mit ihrer Spange die Grenzen der Burg markiert hatte.